# 森田忠勇
森田 忠勇（もりた ちゅうゆう、1905年8月10日 - 1975年12月2日）は、兵庫県出身の野球選手・監督・公式記録員。

## 略歴
小学校時代の友人に、後に阪急軍（現在のオリックス・バファローズ）を創設、同チームの監督やパシフィック・リーグ理事長、能勢電気鉄道社長を歴任し野球殿堂入りする村上實がいる。大阪府立市岡中学校では、1921年夏の全国大会と1922年夏の全国大会に三塁手として出場。これらの大会は、夏の甲子園にあたる大会であるが、このときにはまだ甲子園は存在せず、2大会とも鳴尾村に存在した鳴尾球場にて試合が行われた。中学校卒業後、関西大学に進学。同学野球部に所属し、投手として活動した。関西大学では主将も務めている。関西大学主将時には、米子鉄道管理局で投手として活躍していた北井正雄を勧誘、同大学専門部入学を実現し、北井は同大学のエースとして活躍した。ちなみにその後、北井は森田の旧友・村上の熱心な勧誘によって阪急軍に入団している。
大学卒業後は、阪神電気鉄道に入社。その後阪神電気鉄道を退社し、阪根金属商工に入社。戦後は、母校・関西大学野球部および関西六大学野球の復興に尽力した。この時期に、関西大学野球部監督も務めている。
1950年より、元所属会社である阪神電気鉄道傘下の大阪タイガースに二軍監督として入団。背番号は31。この二軍は、1949年オフにタイガースの主力選手が大量に毎日オリオンズに引き抜かれたことから創設された。森田は、市岡中学および関西大学の後輩であり、関西大学野球部監督時の教え子でもある青木一三を大学在学中に二軍マネジャー補佐として採用している。青木は後に、球界を代表するスカウトとなり、「マムシの一三」の異名を持つほどとなる。森田自身も自身の人脈を用いたり、入団テストを行って選手の確保を行った。この中には、森田の友人で戦前に同志社大学で投手として活躍、阪神入団後には打者に転向して中軸を打ち、打点王にもなる渡辺博之がいる。また、入団テストを受け合格した選手の中に現役選手として大きな活躍をする者はいなかったが、後に岡山県立倉敷工業高等学校を率いて甲子園に出場する小沢馨や、後にプロ野球審判員となり活躍する岡田功がいた。
その後、1952年までタイガースの二軍監督を務める。所属最終年である1952年には、青木が発掘してきた岡山県立南海高等学校の三宅秀史のタイガース入団に道筋をつけた。
阪神退団後は、セントラル・リーグの公式記録員を務めた。1975年、大阪・岸和田市内の病院にて死去。享年70歳。

## 詳細情報

### 背番号
- 31（1950年 - 1952年）